# Didemnum calliginosum
Didemnum calliginosum is een zakpijpensoort uit de familie van de Didemnidae. De wetenschappelijke naam van de soort is voor het eerst geldig gepubliceerd in 1984 door Monniot.